# Jo Yong-son
Jo Yong-son (ur. 23 czerwca 1970) – północnokoreański zapaśnik w stylu wolnym. Olimpijczyk z Sydney 2000, gdzie zajął  czternaste miejsce w kategorii 63 kg.